# Jenny Jones
Jennifer Helen Jones, Baronesa Jones de Manor Moulsecoomb (Brighton, Sussex, Inglaterra, Reino Unido, 23 de dezembro de 1949) é uma política e arqueóloga britânica do Partido Verde da Inglaterra e do País de Gales. 

## Atuação política
Jones foi deputada na Assembleia de Londres desde a sua criação em 2000 até se retirar em 2016. Ela foi candidata a prefeita de Londres nas eleições de 2012, ficando em 3º lugar com 4,48% das primeiras preferências. Desempenhou, também o cargo de Vice-Prefeita da Grande Londres entre maio de 2003 a junho de 2004. Jones foi, também a única conselheira verde no Conselho de Southwark entre 2006 e 2010.
Na Assembleia de Londres, as suas principais áreas de intervenção foram a mobilidade, habitação social, planeamento urbano e policiamento, "com forte ênfase na sustentabilidade e no localismo". Além de seu período como vice-prefeita, Jones atuou como presidente da London Food, Green Transport Advisor e Road Safety Ambassador. Em 2013, tornou-se a primeira par vitalícia do Partido Verde da Inglaterra e do País de Gales na Câmara dos Lordes desde Tim Beaumont.